# Heinkel He 176
El Heinkel He 176 va ser un avió coet experimental que va volar a Alemanya el 1939. Va ser el primer avió del món propulsat únicament per un motor coet de propel·lent líquid.

## Desenvolupament
A la dècada dels 30 del segle xx, l'equip de Wernher von Braun que treballava a Peenemünde estava investigant la instal·lació de coets amb propel·lent líquid en avions. Al mateix temps, Hellmuth Walter experimentava amb coets propulsats per peròxid d'hidrogen que semblava que podrien ser útils per a l'ús aeronàutic
El He 176 es va construir fent servir un d'aquests nous motor coet dissenyats per Walter, el Walter R1-203. Era un avió petit, fet enterament de fusta, però que tenia una avançada cabina tancada d'una sola peça transparent sense marcs, a través del qual es veia el suport dels pedals del timó del pilot, i un vidre superior de la cabina superior que era desmuntable per entrar a l'aeronau, fent que la cabina s'ajustés completament dins dels contorns anteriors del fuselatge en forma de bala. Una característica única del He 176 era el seu sistema d'escapament. S'utilitzava aire comprimit per separar el nas de l'aeronau. Es desplegava un paracaigudes de frenada per reduir la força d'obertura necessària. Després del desplegament del paracaigudes, s'alliberava la cabina del fuselatge de l'avió i el pilot podia saltar fent servir un paracaigudes convencional
Heinkel va mostrar l'avió al RLM, però la manca d'interès oficial va portar a que la companyia abandonés el programa de motors coet. Només es va construir un He 176 per a les proves. Es va exhibir al Museu de l'Aire de Berlín i es va destruir en un bombardeig Aliat el 1943.